# Shifana Ali
Shifana Ali   (Malé, 6 de juny de 1984) és una velocista de les Maldives. Va competir en els 400 metres femenins als Jocs Olímpics d'Estiu de 2004.